# Küçük Kaymaklı Türk SK
Küçük Kaymaklı Türk SK is een voetbalclub uit Nicosia (Lefkoşa) in de Turkse Republiek Noord-Cyprus.
De club is opgericht in 1951 en speelt haar thuiswedstrijden in het Şehit Hüseyin Ruso Stadion. De clubkleuren zijn zwart en groen.

## Erelijst
- Birinci Lig: 1963, 1985, 1986, 2011
- Turks-Cypriotische beker: 1980, 1986, 1988, 1997, 2002, 2004
- Turks-Cypriotische Supercup: 1997

Alsancak · Baf Ülkü Yurdu · Binatlı · Cihangir · Çetinkaya · Doğan Türk Birliği · Düzkaya Kültür Ocağı · Gençlik Gücü · Göçmenköy İdman Yurdu · Gönyeli · Hamitköy · Küçük Kaymaklı · Lefke · Mağusa Türk Gücü · Türk Ocağı · Yenicami